# Joseph H. Ball
Joseph Hurst Ball, född 3 november 1905 i Crookston, Minnesota, död 18 december 1993 i Chevy Chase, Maryland, var en amerikansk republikansk politiker. Han representerade delstaten Minnesota i USA:s senat 1940–1942 och 1943–1949.
Han studerade vid University of Minnesota utan att avlägga en akademisk examen och inledde 1927 sin karriär som journalist i Minneapolis. Senare lärde han i egenskap av politisk reporter för St. Paul Pioneer Press känna den lovande politikern Harold Stassen som sedan tillträdde guvernörsämbetet i januari 1939 bara 31 år gammal.
Senator Ernest Lundeen omkom 1940 i ett flyghaveri. Som en stor överraskning utnämnde Stassen Joseph H. Ball till senaten fram till fyllnadsvalet i november 1942. Arthur E. Nelson vann fyllnadsvalet för att representera Minnesota i senaten i knappa två månader, medan Ball valdes till senaten för en sexårig mandatperiod med början i januari 1943 i ett val där Nelson inte kandiderade. Ball kandiderade till omval ännu i senatsvalet 1948 men förlorade mot demokraten Hubert Humphrey.